# Валентин Найденов
Валентин Найденов (роден на 27 юли 1972) е бивш български футболист, ляв защитник.

## Футболна кариера
Играл е за „Ботев“ – Враца, „Ком“ – Берковица, „Черноморец“ – Бургас, „Нефтохимик“ – Бургас, „Локомотив“ – София, ЦСКА – София, „Литекс“ – Ловеч, „Спартак“ – Варна, Сливнишки герой (Сливница), „Вихър“ – Горубляне, „New Radiant“ – Малдивски острови, „Локомотив“ – Мездра. Състезавал се е и за националния отбор на България в периода 1998 – 2001 година.
Носител на Купата на България за 2001 г. Участник с шампиона на Малдивските острови – отбора на „New Radiant“ във „FA – CUP“ – ASIA /Шампионска лига на азиатския континент/. В звездния отбор на ЦСКА – София от есента на 1998 г. под вещото ръководство на Димитър Пенев, редом с Валентин Найденов се състезават Мартин Петров, Стилиян Петров, Емил Кременлиев, Красимир Чомаков, Милен Петков, Бончо Генчев, Валентин Станчев, Асен Букарев, Ивайло Иванов, Галин Иванов, покойния Здравко Радев, Стефан Лулчев, Георги Йорданов – Ламята, Румен Христов, Ивайло Андонов.
Перфектната игра на Валентин Найденов в мачовете от евротурнирите не само в дефанзивен план, но и в офанзивен, му отваря вратите за националния отбор на България като най-престижният му мач с националната фланелка е на стадион „Уембли" срещу състава на Англия на 10.10.1998 г.

## Незабравимите мачове от 1998
Помни се от привържениците на ЦСКА – София, когато през 1998 г. отборът се състезава в евротурнирите, като постига най-успешния си сезон в международни мачове, а Валентин Найденов вкарва три гола, единият от които е попадение срещу отбора на „Атлетико“ – Мадрид. В първия предварителен кръг ЦСКА отстранява шампиона на Беларус – отбора на „Белшина" като във втория мач реванш, игран в София пред 10 000 зрители, Валентин Найденов вкарва втория гол за ЦСКА, мачът завършва 3:1 за ЦСКА.
Във втория предварителен кръг ЦСКА се изправя срещу шампиона на Норвегия – „Молде", също отстранени в мача реванш, игран в София пред 16 000 зрители. Следва мача с швейцарския „Сервет", отново отстранен от ЦСКА с по-добра голова разлика чрез гол на чужд терен. Двата отбора играят на стадион „Българска армия" в София пред 20 000 зрители.
След този мач за първи път отборът на ЦСКА достига шестнадесетина-финалите в турнира за купата на УЕФА, където се сблъсква с испанския „Атлетико“ – Мадрид. Мачът е наблюдаван от 25 000 привърженици на стадион „Българска армия". Резултатът в края на второто полувреме е 1:3 в полза на „Атлетико", когато шест минути преди края Найденов отбелязва втори гол за ЦСКА, но малко след това Кико фиксира крайното 4:2 в полза на „Атлетико" в един емоционален мач, който дълго ще се помни. Шест гола и истинско шоу – това е дългоочакваният двубой между ЦСКА и мадридския „Атлетико“. Независимо от загубата зрителите оценяват по достойнство великолепната игра на домакините. Десет години след този исторически успех няма състав на ЦСКА, който да повтори невероятния успех от 1998 г.

## Тежката контузия
Нелепа контузия на финала за Купата на България през 2001 г., изважда за повече от три години Найденов от активна спортна дейност и прекъсва успешната му кариера в момент, в който му предстои преминаването в голям европейски отбор.
През сезон 2007 – 2008 Валентин Найденов се състезава за втородивизионния отбор „Локомотив" – Мездра, зимен първенец в западна „Б" група на българското футболно първенство. С опита и рутината си Найденов играе основна роля в изграждането на младия отбор на „Локомотив". Личните му професионални амбиции са: промоция за „А" футболна група с отбора на „Локомотив" – Мездра и завършване на кариерата му отново сред футболния елит на България, откъдето тръгва професионалният му път.

## Личен живот
Женен, с три деца: Валентино – роден на 8 юли 1994 г., Натали – родена на 11 юни 1996 г. и Мартин – роден на 21 юли 2007 г.